# Benoît Carrara
Benoît Carrara (* 7. Mai 1926 in Oltre il Colle; † 28. Februar 1993 in Plateau d’Hauteville) war ein französischer Skilangläufer.

## Werdegang
Carrara trat international erstmals bei den Olympischen Winterspielen 1948 in St. Moritz in Erscheinung, wobei er den 11. Platz über 18 km und zusammen mit René Jeandel, Gérard Perrier und Marius Mora den siebten Platz mit der Staffel errang. In den Jahren 1948 sowie 1949 wurde er französischer Meister und erreichte bei den Nordischen Skiweltmeisterschaften 1950 in Lake Placid den 28. Platz über 18 km und zusammen mit Marius Mora, Georges Forestier und René Mandrillon den vierten Platz mit der Staffel. In den folgenden Jahren belegte er bei den Olympischen Winterspielen 1952 in Oslo den 11. Platz über 50 km sowie zusammen mit Gérard Perrier, Jean Mermet und René Mandrillon den vierten Platz mit der Staffel, bei den Nordischen Skiweltmeisterschaften 1954 in Falun den 16. Platz über 15 km sowie zusammen mit René Mandrillon, Gilbert Mercier und Jean Mermet den sechsten Platz in der Staffel und bei den Olympischen Winterspielen 1956 in Cortina d’Ampezzo den 22. Platz über 15 km sowie zusammen mit Victor Arbez, René Mandrillon und Jean Mermet den sechsten Platz in der Staffel. Zwei Jahre später lief er bei den Nordischen Skiweltmeisterschaften in Lahti auf den 43. Platz über 30 km, auf den 34. Rang über 15 km sowie erneut zusammen mit Victor Arbez, René Mandrillon und Jean Mermet auf den sechsten Platz mit der Staffel. Letztmals international startete er bei den Olympischen Winterspielen 1960 in Squaw Valley. Dort war er Flaggenträger bei der Eröffnungsfeier und kam auf den 25. Platz über 15 km sowie zusammen mit Victor Arbez, René Mandrillon und Jean Mermet auf den siebten Platz mit der Staffel.

## Teilnahmen an Weltmeisterschaften und Olympischen Winterspielen

### Olympische Spiele
- 1948 St. Moritz: 7. Platz Staffel, 11. Platz 18 km
- 1952 Oslo: 4. Platz Staffel, 11. Platz 50 km
- 1956 Cortina d’Ampezzo: 6. Platz Staffel, 22. Platz 15 km
- 1960 Squaw Valley: 7. Platz Staffel, 25. Platz 15 km

### Nordische Skiweltmeisterschaften
- 1950 Lake Placid: 4. Platz Staffel, 28. Platz 18 km
- 1954 Falun: 6. Platz Staffel, 16. Platz 15 km
- 1958 Lahti: 6. Platz Staffel, 34. Platz 15 km, 43. Platz 30 km